# Desmometopa flavicoxa
Desmometopa flavicoxa är en tvåvingeart som beskrevs av Friedrich Georg Hendel 1932. Desmometopa flavicoxa ingår i släktet Desmometopa och familjen sprickflugor. Inga underarter finns listade i Catalogue of Life.